# Kevin Mirocha
Kevin Mirocha (Hamm, Noordrijn-Westfalen, 7 oktober 1991) is een Duits autocoureur.

## Carrière

### Formule BMW
Ondanks dat Mirocha zijn kartdebuut pas in 2001 maakte, ging hij in 2007 al in de Formule BMW ADAC rijden voor het team ADAC Berlin-Brandenburg. Hij eindigde het seizoen als achtste in het kampioenschap en als derde in de Rookie Cup met een podiumplaats op de Lausitzring.

### Formule 3
In 2008 stapte Mirocha over naar de ATS Formel 3 Cup voor het team Josef Kaufmann Racing Hij eindigde als zesde in de eindtand met vier podiumplaatsen. In 2009 stapte hij over naar de Formule 3 Euroseries voor het team HBR Motorsport maar behaalde geen punten en startte vanaf de races op Zandvoort niet meer.

### Formule Renault
In 2010 reed Mirocha drie evenementen in de Formule Renault 2.0 NEC voor het team SL Formula Racing. Hij eindigde in totaal als negende in het kampioenschap, met een overwinning in de laatste race op de Nürburgring en nog twee podiumplaatsen.

### GP2
In 2011 maakt Mirocha de overstap naar de GP2 voor het team Ocean Racing Technology. Zijn teamgenoot is de Venezolaan Johnny Cecotto jr.